# Michael Stocks (Journalist)
Michael Stocks (* 1962 in Kaiserslautern) ist ein deutscher Journalist und Leiter des ARD-Studios in Rio de Janeiro.
Stocks verbrachte seine Jugendzeit in Plochingen bei Stuttgart. Seit 1988 arbeitete er beim Südwestrundfunk, zunächst bei den aktuellen Landesprogrammen und später in der Sportredaktion. Ab 1992 ging er in die Auslandsabteilung und war dort Reporter für das Europamagazin, Weltspiegel, Tagesschau und Mittagsmagazin.  
Ende der 1990er Jahre wurde er Vertreter in den ARD Studios in Süd- und Mittelamerika und informiert über Politik, Kultur und Sport in Lateinamerika. Nachdem die ARD in 2005 das Südamerika-Büro von Buenos Aires nach Rio de Janeiro verlegte, ist Stocks seit 2012 Studioleiter im ARD-Studio Rio de Janeiro.
In einem Videoblog Tudo Bem ("Alles gut (?;!)") berichtet er regelmäßig über interessante Ereignisse in Brasilien und den anderen südamerikanischen Ländern des Berichtsgebietes. Zur Fußball-Weltmeisterschaft 2014 erkundete er mit dem Sportschau-Moderator Michael Antwerpes Brasilien von Nord nach Süd und produzierte das TV-Feature Tour de Brasil.
Michael Stocks ist verheiratet mit Anke Stocks und wohnt in Sinzheim bei Baden-Baden.